# La Rochette (Charente)
Rochette – miejscowość i gmina we Francji, w regionie Nowa Akwitania, w departamencie Charente.
Według danych na rok 1990 gminę zamieszkiwało 445 osób, a gęstość zaludnienia wynosiła 40 osób/km² (wśród 1467 gmin regionu Poitou-Charentes Rochette plasuje się na 594. miejscu pod względem liczby ludności, natomiast pod względem powierzchni na miejscu 773.).